# Valvule connivente

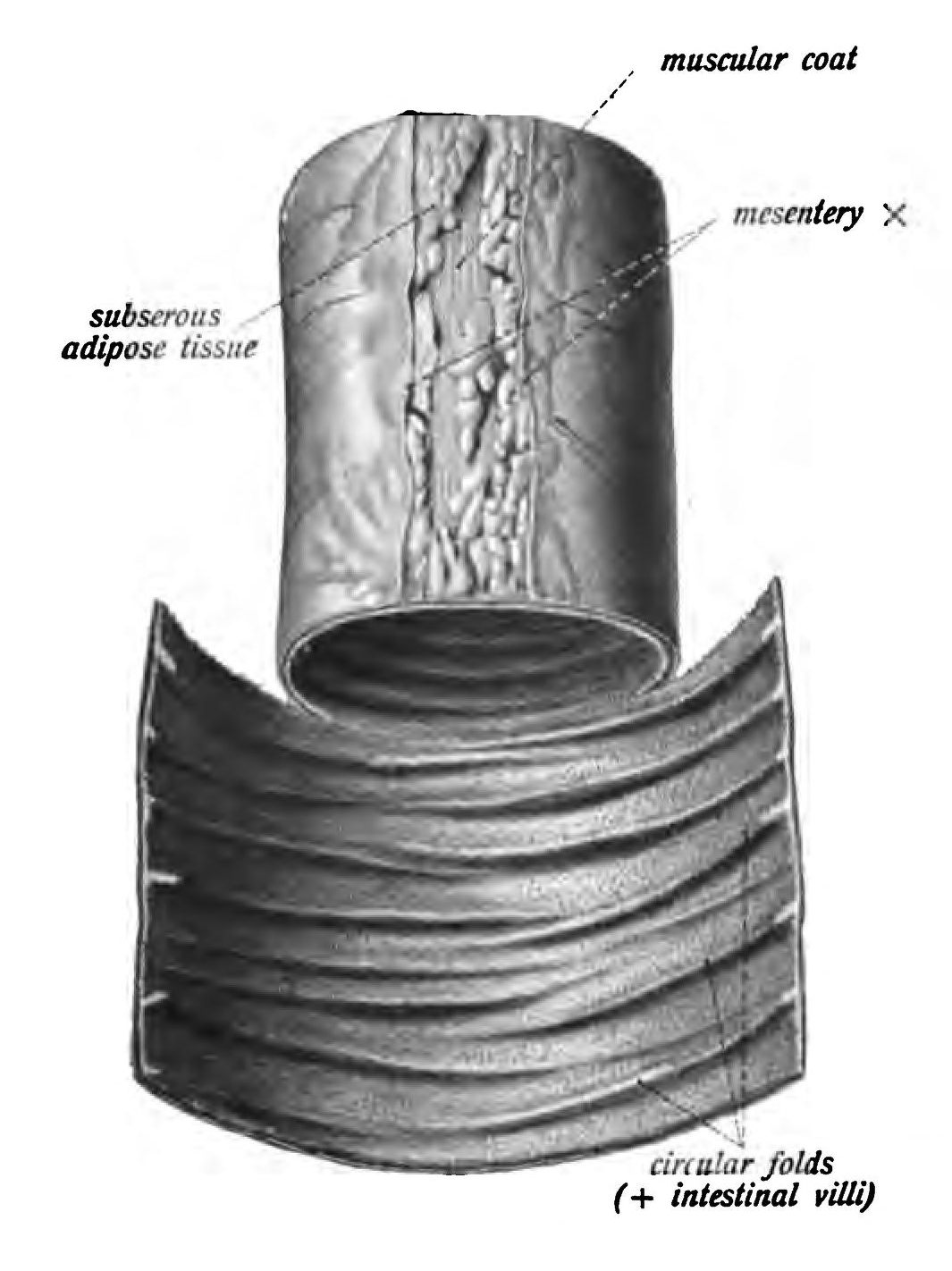
Intestin grêle avec des valvules conniventes (circular folds).

Une valvule connivente, ou Pli de Kerckring, est le soulèvement de la sous-muqueuse. Elle se situe sur toute la longueur de l'intestin grêle.
Son principal rôle est de ralentir le chyme (bouillie gastrique), qui seront absorbés ensuite par des saillies microscopique (villosité intestinales) qui tapissent la paroi intestinale.